# صفحه مداری

صفحه مداری (زرد) از دیدگاه ارتباط و مقایسهٔ آن با صفحهٔ مرجع (خاکستری).

صفحه مداری همچنین می‌تواند به صورت یک مقطع مخروطی دیده شود که در آن؛ مسیر مدار به عنوان تقاطع بین صفحهٔ مداری و یک مخروط در نظر گرفته می‌شود. مدارهای مسیر سهموی (پارابولی) (۱) و هیپربولیک شبه هذلولی (۳) مدارهای «گریز» یا باز هستند، در حالی که مدارهای بیضوی و دایره‌ای (۲) مدارهای بسته «گرفت» را تشکیل می‌دهند.

صفحه مداریِ جسمی که بر گرد جسم دیگری در حال چرخش است، یک صفحهٔ هندسی است که پهنای آن مدار در آن صفحه قرار دارد. مثال معمولی می‌تواند صفحه‌ای باشد که: مرکز شیء سنگین تر مرکز آن‌است، و یا، صفحه‌ای است که خط فاصلهٔ بین مرکزهای آن دو جسم؛ با گذشت زمان، آن را ترسیم می‌کند.
صفحه مداری در رابطه با یک صفحهٔ مرجع با دو پارامتر؛ گرایش یا انحراف مداری معمولاً (i)، و طول جغرافیایی گره صعودی (Ω) تعریف شده‌است. مشخص بودن سه نقطه با رابطه‌های غیر خطی با هم در فضا برای تعیین سطح صفحه مداری کافی است.
بنا بر تعریف، صفحه مداریِ مرجع برای منظومه شمسی معمولاً صفحه مداریِ زمین شناخته می‌شود. این دائرةالبروج را که همان مسیر حرکت خورشید در آسمان است را؛ آن‌گونه که از دیدگاه زمین است، تعریف می‌کند.
در موارد دیگر؛ به عنوان مثال در مواردی که هر قمر یا ماهواره‌ای که سیارهٔ دیگری (غیر از زمین) را دور می‌زند، مناسب‌تر این‌است که انحراف مداری مدار آن قمر یا ماهواره را به عنوان زاویه بین صفحه مداری آن و استوای سیاره تعیین شود.